# Roberto Schmits
Roberto Schmits (Novo Hamburgo, 4 de fevereiro de 1969) é um atirador esportivo brasileiro.
Integrou a delegação nacional que disputou os Jogos Pan-Americanos de 2011, em Guadalajara, no México, onde conquistou a medalha de bronze na prova da fossa olímpica.

## Homenagens
Em 11 de dezembro de 2012 ganhou o título de cidadão honorário da cidade de Canela, onde mora, localizada na Serra Gaúcha.
Ganhou, no Rio de Janeiro, o Prêmio Brasil Olímpico, oferecido pelo Comitê Olímpico Brasileiro (COB), como destaque do tiro em 2012.